# Metra Blansko
Metra Blansko je společnost v Blansku, která se zabývá výrobou přístrojů pro měření elektrických a neelektrických veličin.

## Historie
Roku 1911 začal Ing. Erich Roučka jako první v Rakousku-Uhersku vyrábět elektrické měřící přístroje a regulační soustavy pro tepelnou techniku. Jeho továrna se postupně rozrůstala a její produkce si získala obdiv a respekt. Roučka dodával za první světové války značné množství výrobků pro válečné využití. Po válce výroba poklesla, ovšem po studijní cestě po Americe se výroba rozšířila na automatické regulace kotlů, elektrické přístroje pro doly a hutě, apod. Erich Roučka během svého života přihlásil kolem 850 patentů. Ve 30. letech postavil novou továrnu ve Slatině a továrnu v Blansku prodal roku 1934 podnikateli Robertu Sochorovi. Továrna až do svého znárodnění v roce 1945 nesla název Sochorova továrna.

### Automatizace
Od roku 1922 začal vývoj a jako poprvé v Evropě také výroba v té době špičkových automatizačních prostředků pro parní kotle. Tyto prostředky se svolením Karla Čapka začal Roučka nazývat Roučkovými Roboty (E.R. Robot). Jednalo se o první použití tohoto dnes světoznámého výrazu v technické praxi.  

### Národní podnik
Po roce 1948 se firma přejmenovala na Metra Blansko a stala se vedoucím oborovým podnikem, ke kterému byly přidruženy další podniky po celém Československu. V průběhu dalších desetiletí se stala významným podnikem, který měl přes 5000 zaměstnanců. Jako špičkový elektrotechnický výrobce produkoval též přístroje pro vojenskou a kosmickou techniku, která byla vyvážena i do tehdejšího SSSR. V roce 1964 podnik utajeně navštívil hlavní konstruktér sovětského vesmírného programu Sergej Koroljov. V šedesátých letech docházelo k prudkému rozvoji výroby a základní podnik v Blansku na Hybešově ulici přestal vyhovovat. Proto byl od roku 1964 budován v několika etapách na Poříčí v Blansku nový závod. V osmdesátých letech se zde vyráběly počítače M4T 276 02 (Hvězda), M3T300 (IT10), M3T320 (IT20) a M3T330 (IT30, SAPI-86) .

### Po roce 1990
Rozmach podniku skončil počátkem 90. let, kdy došlo k společenským změnám a podnik byl privatizován kupónovou metodou. Vzhledem k rozpadu trhů i k zastarávání části produkce došlo k prudkému omezení výroby, k rozprodeji části majetku a ke snižování počtu zaměstnanců.
Dnes[zdroj?] se Metra Blansko zaobírá tradiční výrobou měřících přístrojů, vyrábí rozvaděčové a panelové měřící přístroje (voltmetry, ampérmetry, wattmetry, varmetry, synchroskopy), revizní přístroje, přístroje pro diagnostiku sítě, elektronické vlakové rychloměry, klešťové přístroje, měřiče izolačních odporů, měřiče zemnících odporů, bočníky atd., dále pak dodává displeje do jednotek ČD 471 CityElefant.
Dále Metra Blansko provádí kalibrační služby a výrobu v oblasti zakázkové elektrotechniky.